# Philepitta castanea
La filepita aterciopelada (Philepitta castanea) es una especie de ave paseriforme de la familia Philepittidae endémica de Madagascar.

## Hábitat y estado de conservación
Su hábitat natural son las laderas montanas húmedas del este Madagascar.
Se extiende a lo largo de una región muy amplia y su población parece estable, por lo que la filepita aterciopelada se evalúa como especie bajo preocupación menor en la lista roja de especies amenazadas de la UICN.